# Ochna integerrima
Ochna integerrima är en tvåhjärtbladig växtart som först beskrevs av João de Loureiro, och fick sitt nu gällande namn av Elmer Drew Merrill. Ochna integerrima ingår i släktet Ochna och familjen Ochnaceae. Inga underarter finns listade i Catalogue of Life.

## Bilder

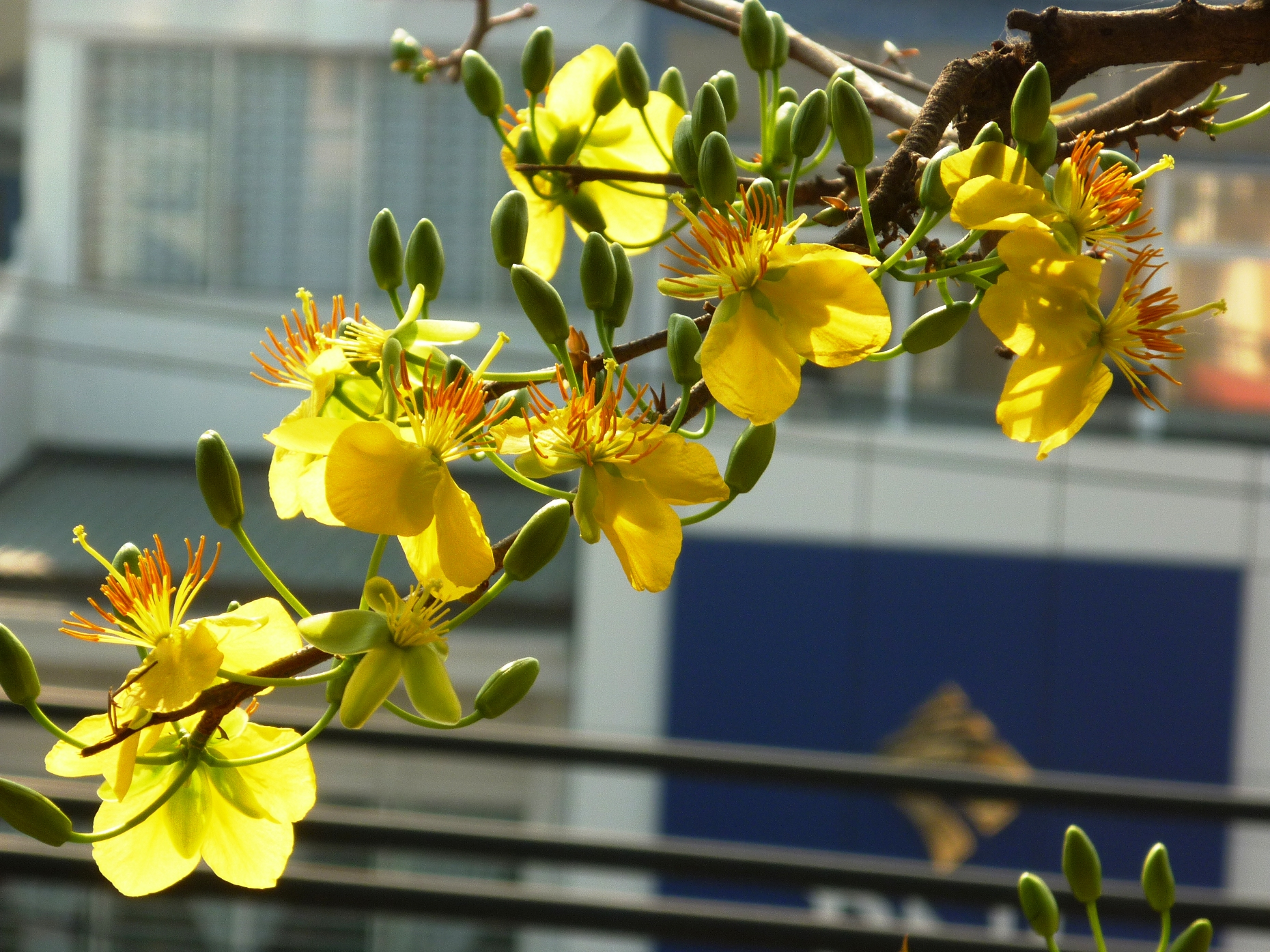
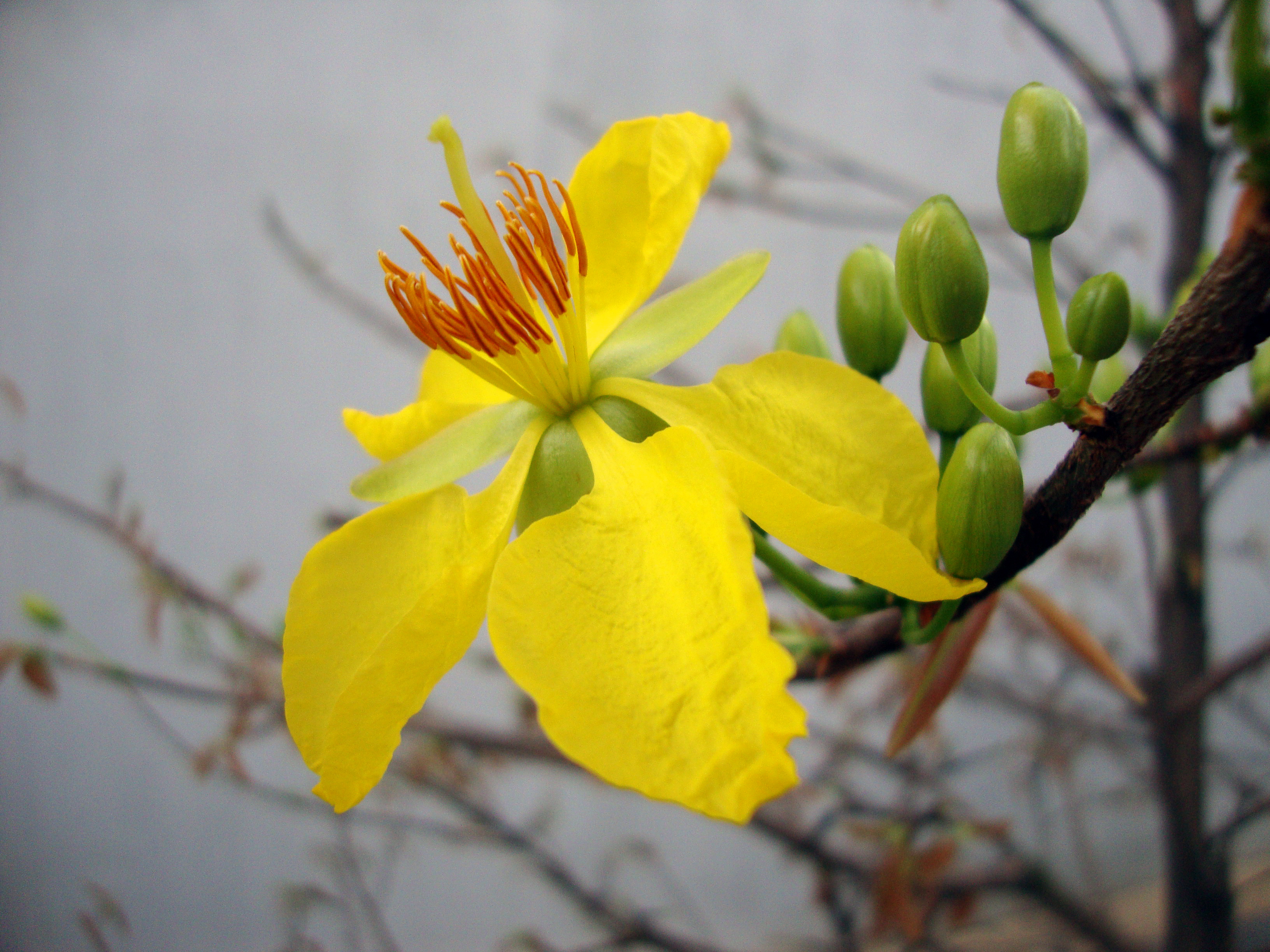
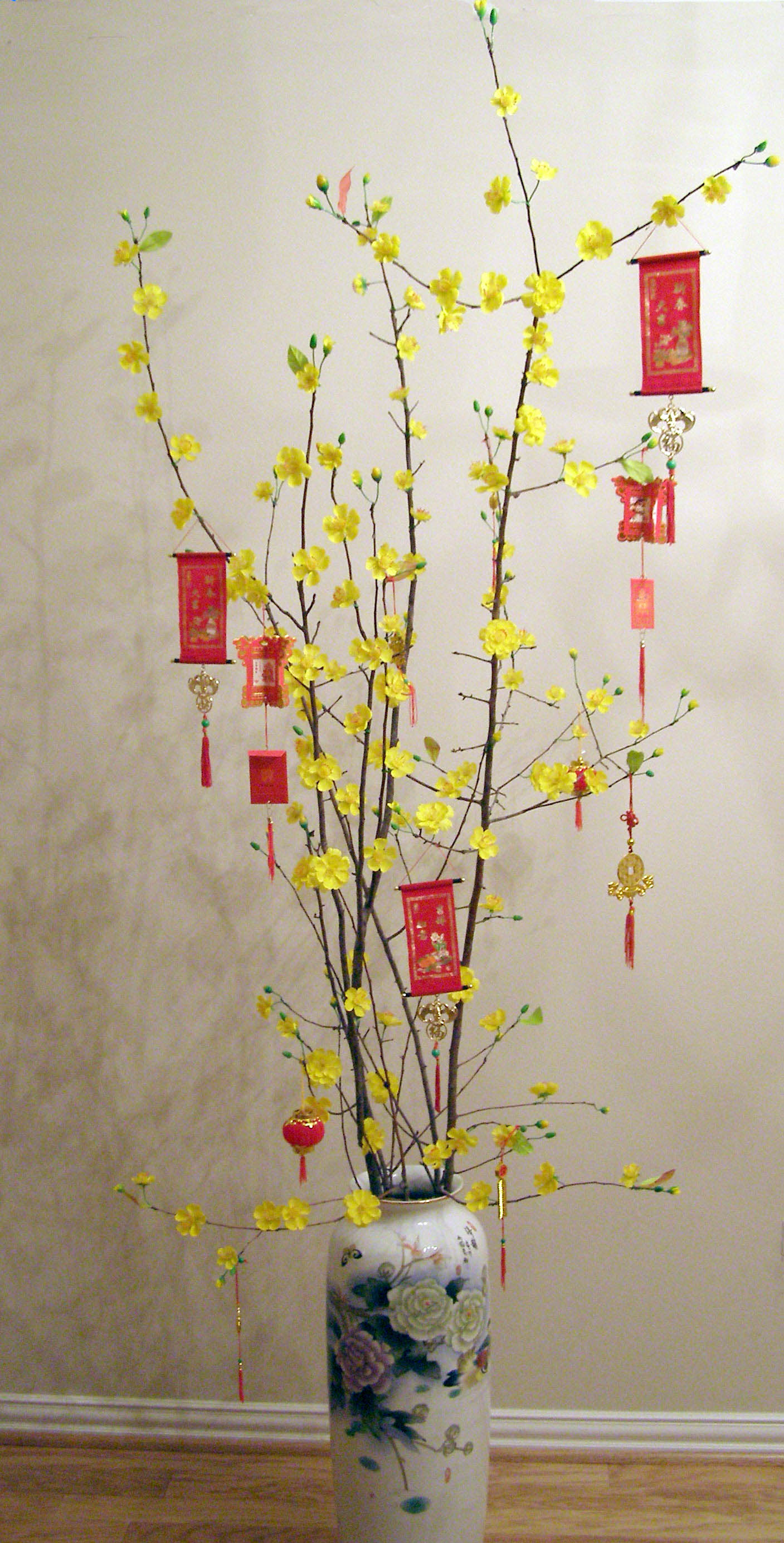
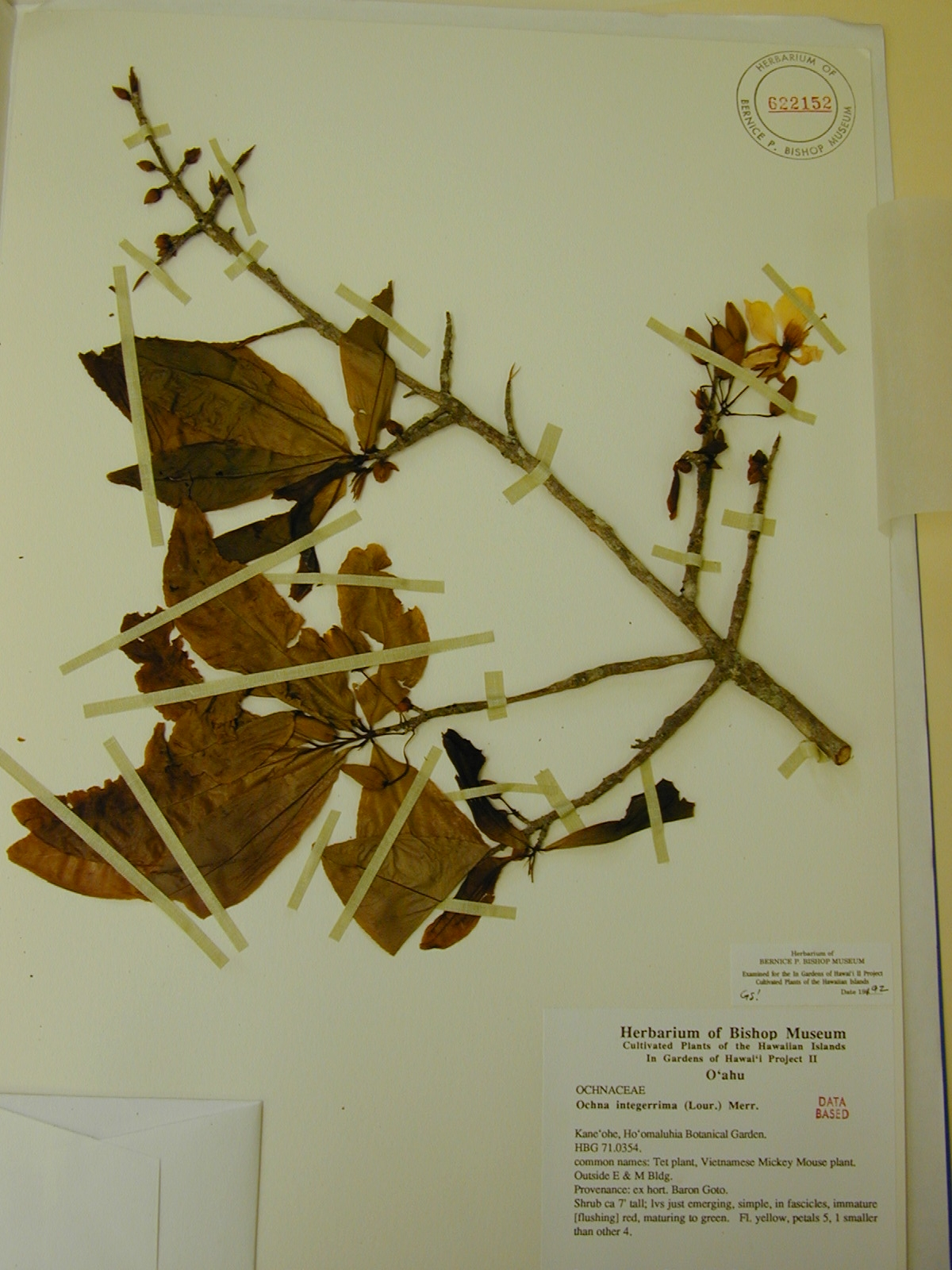
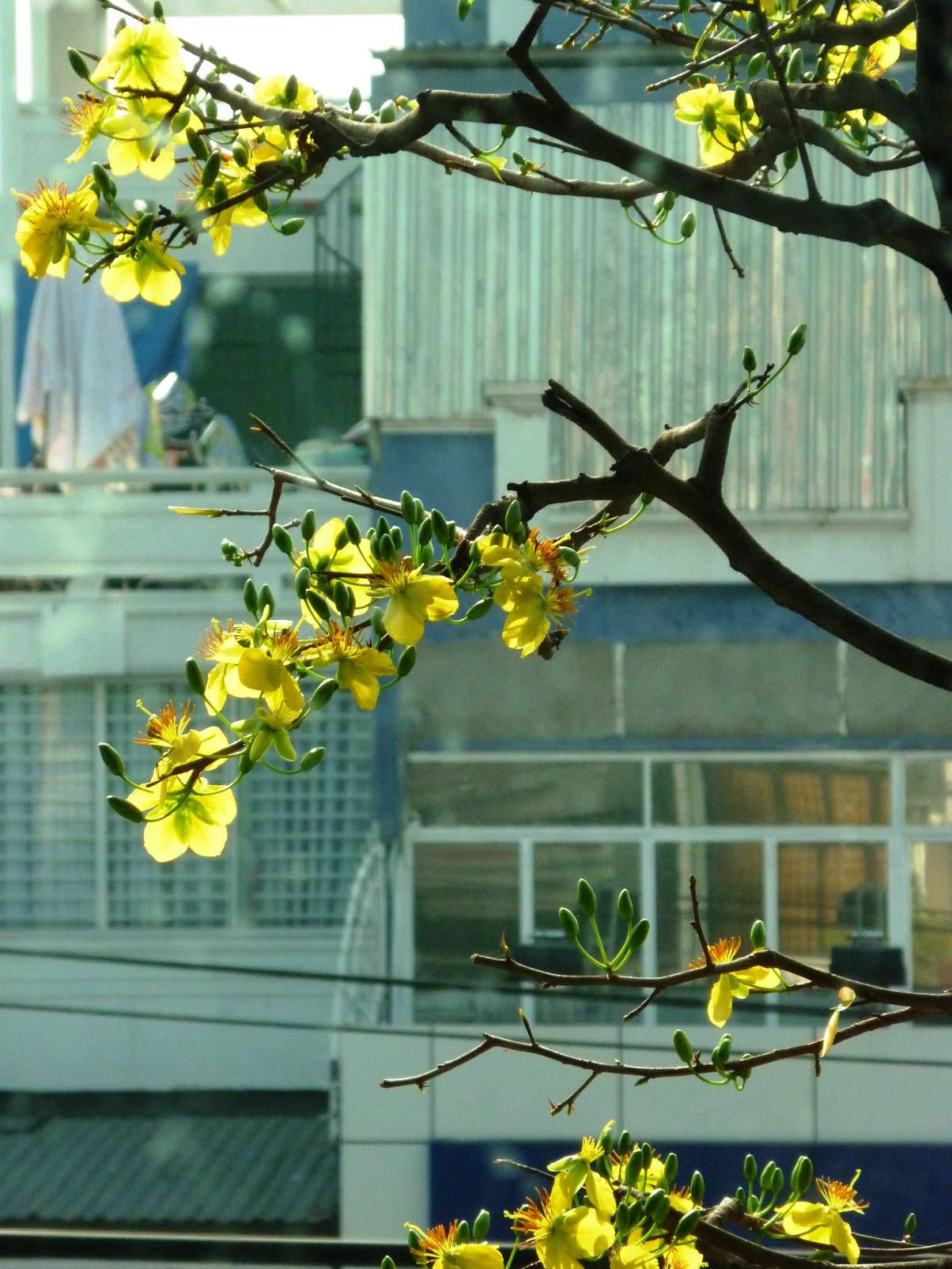
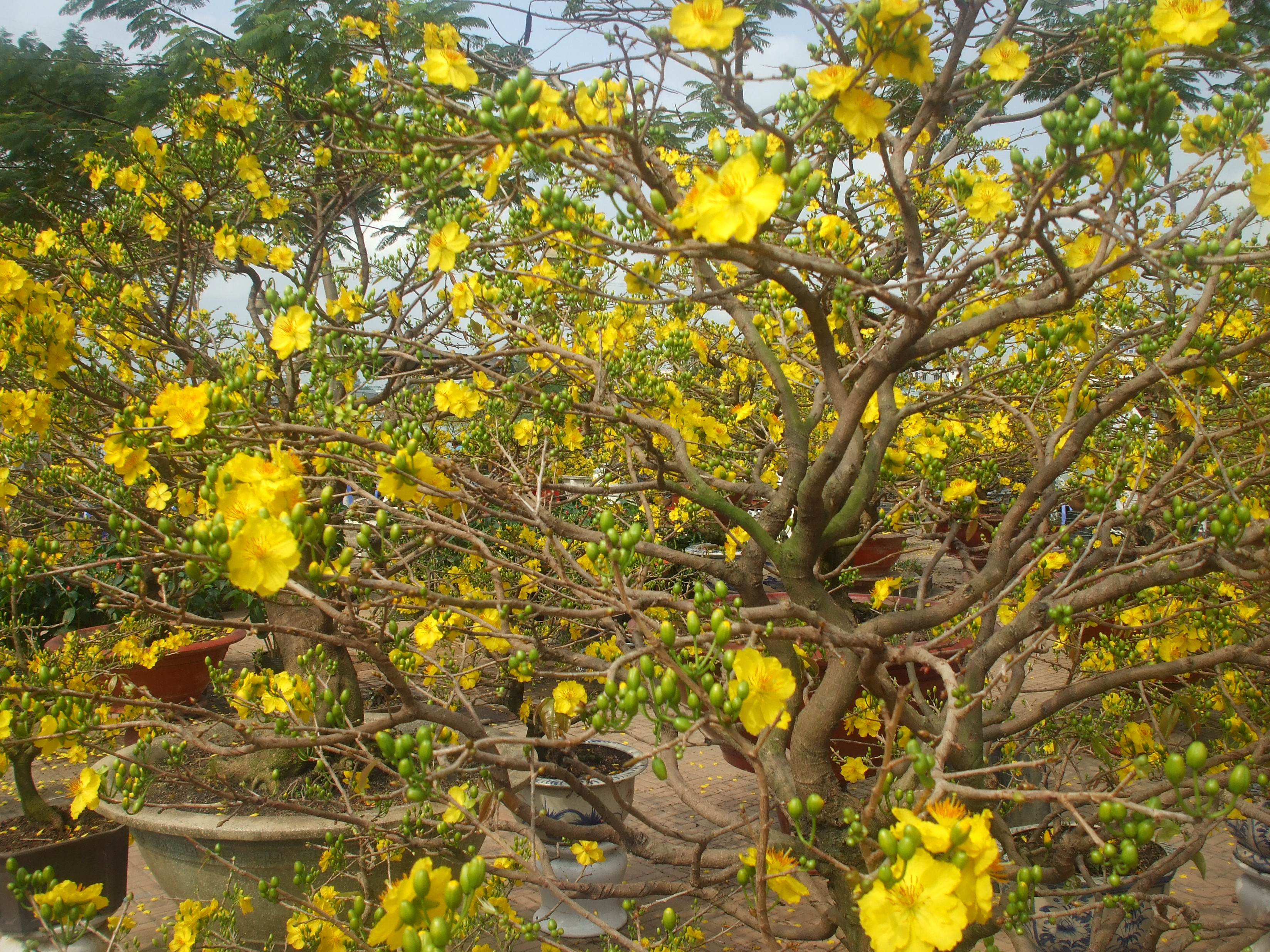